# Antônio Rodrigo Nogueira
Antônio Rodrigo Nogueira (rođen 2. lipnja 1976. u Vitória da Conquista, Brazil) poznat i pod nadimkom Minotauro  je brazilski borac, koji se natječe u kategoriji mješovitih borilačkih vještina ili UFC MMA najpoznatiji po svojim tehnikama brazilskog džiju-džica.
Minotauro je visok 1.91m, i težak 109 kg. Poznat po svojim borbama s poda ili partera i po svojem velikom uspjehu u svijetu borilackog sporta sve do osvajanja 3. mjesta na ljestvici 1998. kada je kao glavne protivnike imao Kevina Randlemana, Mirka Filipovića i Fedora Emelianenka.  

## Karijera
U svojoj karijeri boreći se na natjecanjima organizacije PRIDE, Minotauro je dva puta (do 2008.) postao svjetski prvak. Minotauro u kategoriji mješovitih borilačkih vještina ima 31 pobjedu, 4 poraza i 1 neriješeni dvoboj i 1 prekid borbe. Pobijedio je poznate borce kao što su: Dan Henderson, Mark Coleman, Heath Herring, Ricco Rodriguez,  Josh Barnett, Mirko "Cro Cop" Filipović i Bob Sapp.
Prvi puta titulu svjetskog prvaka po PRIDEu izgubio je, u svom drugom porazu u karijeri, od ruskog borca Fedora Emelianenka. Nakon što Fedor nije (zbog ozljede) došao braniti titulu, ona mu je oduzeta i za titulu su se, prema odluci PRIDEa, borili dva najbolje rangirana borca, Minotauro i Cro Cop. Borba je završila pobjedom Minotaura (druga titula - studeni 2003). Fedor je uzeo titulu Minotauru drugi puta, nakon ponovljenog meča (prva borba je prekinuta zbog slučajne porezotine koja nije dopuštala Fedoru nastaviti borbu) 31. prosinca 2004.

## Zanimljivosti iz privatnog života
Minotauro ima brata blizanca koji se zove Antônio Rogério Nogueira koji se također bori u kategoriji mješovitih borilačkih vještina.   
Minotaura je u dobi od 10 godina pregazio kamion, nakon čega je proveo 11 mjeseci u bolnici i prilikom čega mu je uzvađeno jedno rebro i dio jetre. Zbog nedostatka jednog rebra Minotauro ima karakterističan ožiljak i udubinu na donjem dijelu leđa.